# Éka pada viparita dandásana

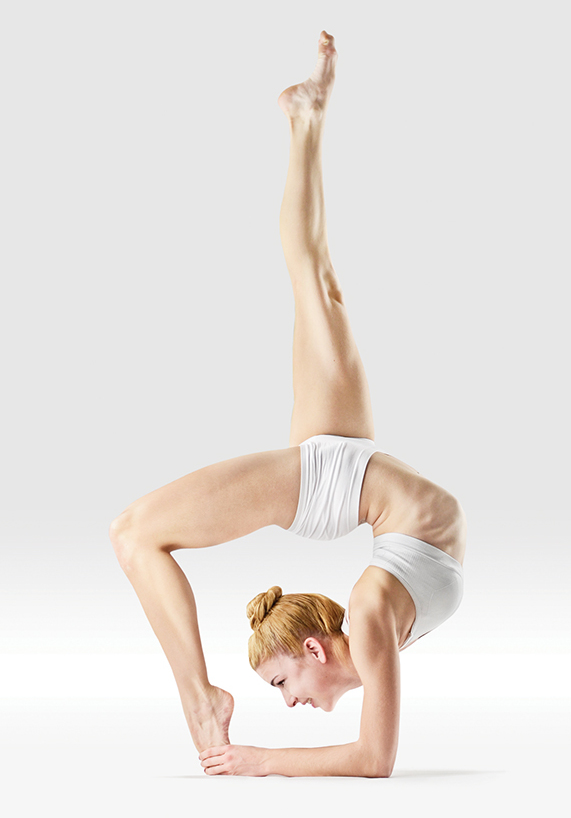
Ěka pada viparita dandásana

Ěka pada viparita dandásana , je Asana. 
Název pozice vyvhází z "éka" jeden, "pada" noha, "viparita" inverzní, "danda" berle a asana pozice.

## Výhody a upozornění
Tato náročná obrácená pozice má mnoho výhod: stimuluje vnitřní orgány, podporuje rovnováhu, zvyšuje pružnost páteře, protahuje břišní svaly a přední část stehen.
Pozornost vyžaduje stav po zranění páteře, nebo při vysokém krevním tlaku.